# Dračí křivka

10. iterace dračí křivky

Dračí křivka (z angl. Dragon curve) je soběpodobná křivka, která má vlastnosti fraktálu. Může být aproximována např. L-systémem nebo systémem iterovaných funkcí. Poprvé jí popsal fyzik z výzkumného střediska NASA John Heighway, po kterém je někdy nazývána „Heighway Dragon“.

## Vlastnosti
- soběpodobnost – dračí křivka má mnoho sobě-podobných částí, které jsou vzájemně otočeny o 45° a jejich velikosti jsou násobky v poměru 1:√2

- rozměry křivky jsou 1,5 × 1 (při délce výchozí úsečky 1)

- délka křivky se každou iterací násobí √2, z každého segmentu délky s se stanou dva segmenty délky {\displaystyle \textstyle {s \over {\sqrt {2}}}}

{\displaystyle {2s \over {\sqrt {2}}}={2s \over {\sqrt {2}}}\cdot {{\sqrt {2}} \over {\sqrt {2}}}={\sqrt {2}}s}
- křivka nikdy neprotne sama sebe, to je vidět, když se vykreslí se zkosenými rohy

- fraktálová dimenze křivky je {\displaystyle \textstyle {{\ln 2 \over \ln {\sqrt {2}}}=2}}, jedná se tedy o plochu-vyplňující křivku
- plocha křivky je {\displaystyle \textstyle {1 \over 2}} (při délce výchozí úsečky 1)
- fraktálovou dimenzi hranice křivky numericky aproximovali Angel Chang a Tianrong Zhang,[2] dnes již známe analytické vyjádření:[3]

{\displaystyle \log _{2}\left({\frac {1+{\sqrt[{3}]{73-6{\sqrt {87}}}}+{\sqrt[{3}]{73+6{\sqrt {87}}}}}{3}}\right)\cong 1.523627086202492.}

## Konstrukce
Jedna z možných konstrukcí je následující. Začne se s úsečkou o libovolné délce. V Každém kroku se nad každou úsečkou postaví pravoúhlý rovnoramenný trojúhelník. Přepona tohoto trojúhelníka bude výchozí úsečka a orientace trojúhelníka se bude střídat, na první úsečce doleva, na druhé doprava (směr vzhledem k průchodu křivkou). Nakonec se přepony odeberou a vznikne další iterace.
Animace vývoje:

### L-systém
Výše uvedený postup lze simulovat následujícím L-systémem:
| gramatika         |                               |
| abeceda:          | R L + -                       |
| axiom:            | R(1)                          |
| přepis. pravidla: | R(d) → - R(d/√2) ++ L(d/√2) - |
|                   | L(d) → + R(d/√2) -- L(d/√2) + |
| interpretace      |                               |
| úhel otočení:     | 45°                           |

Tento L-systém je parametrický, dračí křivka však lze popsat i bezparametrickým L-systémem. Ten má tu nevýhodu, že výsledná velikost obrázku, záleží na počtu iterací (na rozdíl od prvního L-systému). Na druhou stranu se v něm nevyskytují žádná iracionální čísla, se kterými počítače neumí pracovat, proto bude aproximace velmi přesná i pro vysoké iterace.
| gramatika         |          |
| abeceda:          | L R + -  |
| axiom:            | L        |
| přepis. pravidla: | L → L+R+ |
|                   | R → -L-R |
| interpretace      |          |
| úhel otočení:     | 90°      |

Výsledek bude vznikat po iteracích takto:

### Systémy iterovaných funkcí
Dračí křivka je také limita následujícího systému iterovaných funkcí v komplexní rovině:
{\displaystyle f_{1}(z)={(1+i)z \over 2}}
{\displaystyle f_{2}(z)=1-{(1-i)z \over 2}.}
Použitím dvojice reálných čísel místo komplexního dostaneme tyto dvě funkce:
{\displaystyle f_{1}(x,y)={1 \over {\sqrt {2}}}{\begin{pmatrix}\cos 45^{\circ }&-\sin 45^{\circ }\\\sin 45^{\circ }&\cos 45^{\circ }\end{pmatrix}}{\begin{pmatrix}x\\y\end{pmatrix}}}
{\displaystyle f_{2}(x,y)={1 \over {\sqrt {2}}}{\begin{pmatrix}\cos 135^{\circ }&-\sin 135^{\circ }\\\sin 135^{\circ }&\cos 135^{\circ }\end{pmatrix}}{\begin{pmatrix}x\\y\end{pmatrix}}+{\begin{pmatrix}1\\0\end{pmatrix}}}

### Skládání papíru
Pomocí proužku papíru se dá Dračí křivka sestrojit následovně. Proužek přehýbáme napůl tak dlouho, dokud nevznikne čtverec. Poté jednotlivá složení rozevíráme, vždy ale jen o 90 stupňů.

### Kód v PHP
```
<?php

header
(
"Content-type: image/png"
);

$image
=
imagecreatetruecolor
(
800
,
550
);

$white
=
imagecolorallocate
(
$image
,
255
,
255
,
255
);

$points
=
array
(
array
(
188
,
190
),
array
(
700
,
190
));

for
(
$iteration
=
1
;
$iteration
<
17
;
$iteration
++
){

	
$oldpoints
=
$points
;

	
$points
=
array
();

	
for
(
$i
=
0
;
$i
<
count
(
$oldpoints
)
-
1
;
$i
++
){

		
$points
[]
=
array
(
$x1
=
$oldpoints
[
$i
][
0
],
$y1
=
$oldpoints
[
$i
][
1
]);

		
$x2
=
$oldpoints
[
$i
+
1
][
0
];
 
$y2
=
$oldpoints
[
$i
+
1
][
1
];

		
if
(
$iteration
&
1
){

			
if
(
$y1
==
$y2
)

				
{
 
$x3
=
(
$x1
+
$x2
)
/
2
;
 
$y3
=
$y1
+
((
$x1
<
$x2
)
^
(
$i
&
1
)
?
1
:-
1
)
*
abs
(
$x1
-
$x2
)
/
2
;
 
}

			
else

				
{
 
$y3
=
(
$y1
+
$y2
)
/
2
;
 
$x3
=
$x1
+
((
$y1
<
$y2
)
^
(
$i
&
1
)
?-
1
:
1
)
*
abs
(
$y1
-
$y2
)
/
2
;
 
}

		
}
else
{

			
if
 
(
$x1
<
$x2
 
&&
 
$y1
<
$y2
){
 
$x3
=
(
$i
&
1
)
?
$x2
:
$x1
;
 
$y3
=
(
$i
&
1
)
?
$y1
:
$y2
;
 
}

			
elseif
(
$x1
<
$x2
 
&&
 
$y1
>
$y2
){
 
$x3
=
(
$i
&
1
)
?
$x1
:
$x2
;
 
$y3
=
(
$i
&
1
)
?
$y2
:
$y1
;
 
}

			
elseif
(
$x1
>
$x2
 
&&
 
$y1
<
$y2
){
 
$x3
=
(
$i
&
1
)
?
$x1
:
$x2
;
 
$y3
=
(
$i
&
1
)
?
$y2
:
$y1
;
 
}

			
elseif
(
$x1
>
$x2
 
&&
 
$y1
>
$y2
){
 
$x3
=
(
$i
&
1
)
?
$x2
:
$x1
;
 
$y3
=
(
$i
&
1
)
?
$y1
:
$y2
;
 
}

		
}

		
$points
[]
=
array
(
$x3
,
$y3
);

	
}

	
$points
[]
=
end
(
$oldpoints
);

}

for
(
$i
=
0
;
$i
<
count
(
$points
)
-
1
;
$i
++
)

	
imageline
(
$image
,
$points
[
$i
][
0
],
$points
[
$i
][
1
],
$points
[
$i
+
1
][
0
],
$points
[
$i
+
1
][
1
],
$white
);

imagepng
(
$image
);

```

Výše uvedený kód nejdříve po jednotlivých iteracích vytváří nové body (vrcholy trojúhelníků nad stávajícími úsečkami), které nakonec hromadně vykreslí. Souřadnice všech bodů si uchovává v poli, jehož velikost se zdvojnásobuje s každou iterací. Vzhledem k jednoduchosti operace se zde lze obejít bez rovnic pro obecnou rotaci geometrických útvarů. Rekurze v tomto případě též není, zásobník více méně simuluje práce s polem; program by však šel do rekurze přepsat.

## Dláždění roviny
Protože Dračí křivka má vlastnosti plochu-vyplňující křivky a dá se přikládat sama k sobě tak, že části na sebe těsně dolehnou, dá se pomocí ní dláždit rovina. Na následujících obrázcích je několik způsobů dláždění.

1. krok
2. krok
3. krok
Postup
4. krok
5. krok
6. krok
Plná dračí křivka
1. krok
2. krok
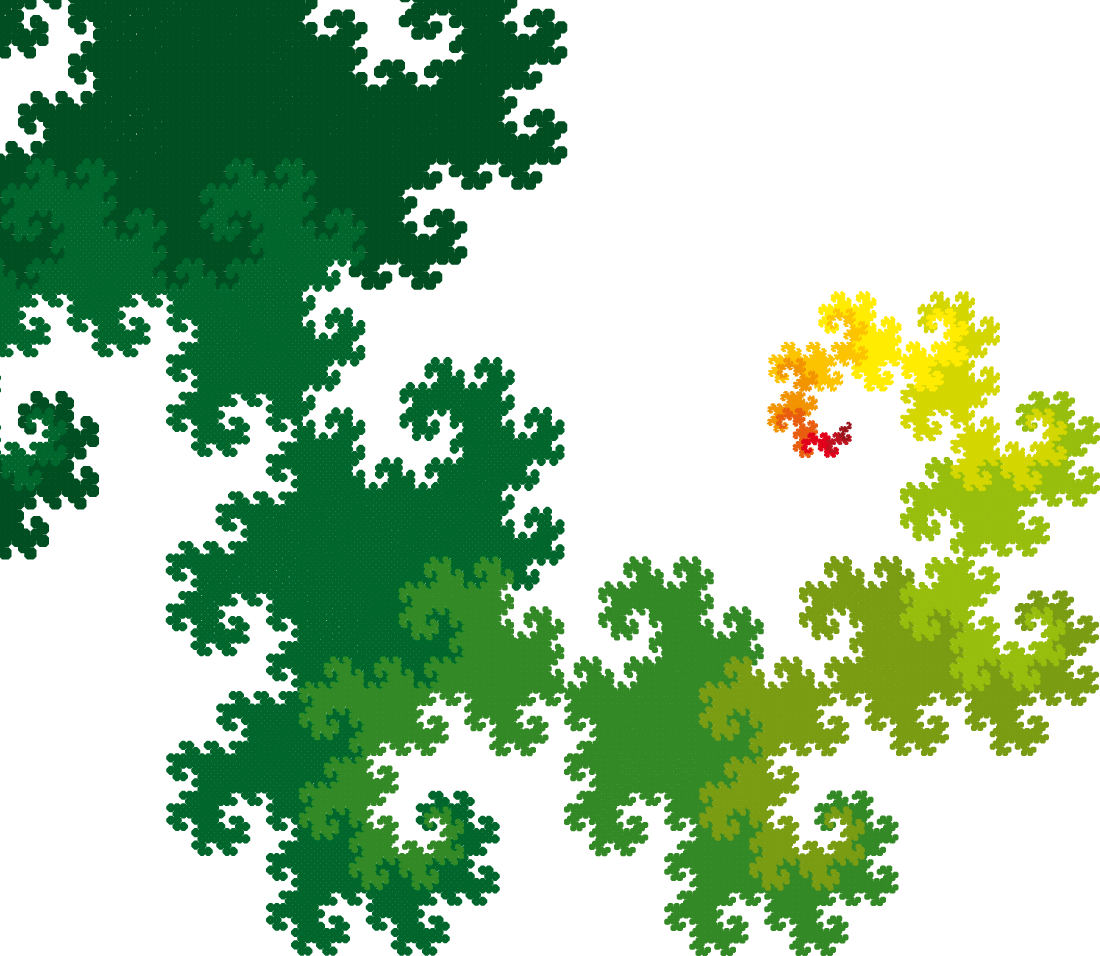
3. krok